# University of Wisconsin-Madison Women's Volleyball 2021
Questa voce raccoglie le informazioni riguardanti la University of Wisconsin-Madison Women's Volleyball nella stagione 2021.

## Stagione
La University of Wisconsin-Madison partecipa per la quarantunesima volta alla Big Ten Conference, aggiudicandosi per l'ottava volta il titolo di conference.
Al torneo NCAA Division I si libera della Colgate e della Florida Gulf Coast ai primi due turni, andando poi a estromettere dalla corsa per il titolo la UC Los Angeles alle sweet sixteen e la Minnesota alle elite eight. In final-four sconfigge al tie-break la testa di serie numero 1 della Louisville in semifinale, prima di conquistare il primo titolo della propria storia contro la Nebraska, testa di serie numero 10, dopo un'altra battaglia di cinque set. 

## Organigramma societario
Area direttiva
- Presidente: Chris McIntosh

Area organizzativa
- Direttore delle operazioni: Jessica Williams
- Brand manager: Bianca Miceli

Area tecnica
- Allenatore: Kelly Sheffield
- Assistente allenatore: Brittany Dildine, Gary White
- Assistente allenatore volontario: Mackenzie Long
- Coordinatore tecnico: Annemarie Hickey
- Preparatore atletico: Kristen Walker, Kevin Schultz
- Video producer: Bianca Miceli

## Rosa
| N° | Nome                | Ruolo | Data di nascita  | Nazionalità sportiva | Anno             |
| -- | ------------------- | ----- | ---------------- | -------------------- | ---------------- |
| 0  | Sydney Reed         | L     | 31 agosto 2002   | Stati Uniti          | Sophomore        |
| 1  | Lauren Barnes       | L     | 29 giugno 1999   | Stati Uniti          | Graduate student |
| 2  | Sydney Hilley       | P     | 24 luglio 1998   | Stati Uniti          | Graduate student |
| 3  | Anna MacDonald      | L     | 13 novembre 2000 | Stati Uniti          | Junior           |
| 4  | Elizabeth Gregorski | S     | 31 luglio 2001   | Stati Uniti          | Sophomore        |
| 5  | Joslyn Boyer        | L     | 27 maggio 2001   | Stati Uniti          | Sophomore        |
| 6  | Madison Hammill     | P     | 22 aprile ?      | Stati Uniti          | Sophomore        |
| 7  | Giorgia Civita      | L     | 9 maggio 1997    | Italia               | Graduate student |
| 10 | Devyn Robinson      | C     | 9 luglio 2002    | Stati Uniti          | Junior           |
| 11 | Isabella Ashburn    | P     | 11 novembre 2000 | Stati Uniti          | Junior           |
| 13 | Julia Wohlert       | C     | 5 gennaio 2000   | Stati Uniti          | Junior           |
| 14 | Anna Smrek          | C     | 5 gennaio 2000   | Canada               | Freshman         |
| 15 | Jade Demps          | S     | 17 ottobre 2001  | Stati Uniti          | Sophomore        |
| 16 | Dana Rettke         | C     | 21 gennaio 1999  | Stati Uniti          | Graduate student |
| 17 | Lauren Jardine      | S     | 11 novembre ?    | Stati Uniti          | Freshman         |
| 18 | Danielle Hart       | C     | 28 giugno 1999   | Stati Uniti          | Senior           |
| 21 | Grace Loberg        | S     | 11 marzo 1999    | Stati Uniti          | Graduate student |
| 22 | Julia Orzoł         | S     | 11 ottobre 2002  | Polonia              | Freshman         |

## Mercato
| Acquisti | Acquisti       | Acquisti           | Acquisti   |
| R.       | Nome           | da                 | Modalità   |
| -------- | -------------- | ------------------ | ---------- |
| L        | Joslyn Boyer   | Iowa               | definitivo |
| S        | Lauren Jardine | Lone Peak HS       | definitivo |
| S        | Julia Orzoł    | Wieżyca Stężyca    | definitivo |
| L        | Sydney Reed    | North Carolina     | definitivo |
| C        | Anna Smrek     | Notre Dame College | definitivo |

| Cessioni | Cessioni        | Cessioni  | Cessioni   |
| R.       | Nome            | a         | Modalità   |
| -------- | --------------- | --------- | ---------- |
| C        | Courtney Gorum  | Madison   | definitivo |
| S        | Molly Haggerty  | -         | ritirata   |
| S        | Deahna Kraft    | -         | ritirata   |
| C        | Nicole Shanahan | Tennessee | definitivo |

## Statistiche

### Statistiche di squadra
| Competizione                       | Punti | In casa | In casa | In casa | In trasferta | In trasferta | In trasferta | Campo neutro | Campo neutro | Campo neutro | Totale | Totale | Totale |
| Competizione                       | Punti | G       | V       | P       | G            | V            | P            | G            | V            | P            | G      | V      | P      |
| ---------------------------------- | ----- | ------- | ------- | ------- | ------------ | ------------ | ------------ | ------------ | ------------ | ------------ | ------ | ------ | ------ |
| Big Ten Conference NCAA Division I | .912  | 19      | 18      | 1       | 12           | 10           | 2            | 3            | 3            | 0            | 34     | 31     | 3      |
| Totale                             | .912  | 19      | 18      | 1       | 12           | 10           | 2            | 3            | 3            | 0            | 34     | 31     | 3      |

G = partite giocate; V = partite vinte; P = partite perse

### Statistiche dei giocatori
| Giocatrice   | Big Ten Conference NCAA Division I | Big Ten Conference NCAA Division I | Big Ten Conference NCAA Division I | Big Ten Conference NCAA Division I | Big Ten Conference NCAA Division I | Totale | Totale | Totale | Totale | Totale |
| Giocatrice   | P                                  | PT                                 | AV                                 | MV                                 | BV                                 | P      | PT     | AV     | MV     | BV     |
| ------------ | ---------------------------------- | ---------------------------------- | ---------------------------------- | ---------------------------------- | ---------------------------------- | ------ | ------ | ------ | ------ | ------ |
| I. Ashburn   | 34                                 | 53                                 | 1                                  | 0                                  | 52                                 | 34     | 53     | 1      | 0      | 52     |
| L. Barnes    | 34                                 | 35                                 | 0                                  | 0                                  | 35                                 | 34     | 35     | 0      | 0      | 35     |
| J. Boyer     | 30                                 | 24                                 | 2                                  | 0                                  | 22                                 | 30     | 24     | 2      | 0      | 22     |
| G. Civita    | 24                                 | 19                                 | 0                                  | 0                                  | 19                                 | 24     | 19     | 0      | 0      | 19     |
| J. Demps     | 31                                 | 207                                | 189                                | 11                                 | 7                                  | 31     | 207    | 189    | 11     | 7      |
| E. Gregorski | 2                                  | 0                                  | 0                                  | 0                                  | 0                                  | 2      | 0      | 0      | 0      | 0      |
| M. Hammill   | 3                                  | 0                                  | 0                                  | 0                                  | 0                                  | 3      | 0      | 0      | 0      | 0      |
| D. Hart      | 6                                  | 56                                 | 44                                 | 12                                 | 0                                  | 6      | 56     | 44     | 12     | 0      |
| S. Hilley    | 34                                 | 114,5                              | 50                                 | 46,5                               | 18                                 | 34     | 114,5  | 50     | 46,5   | 18     |
| L. Jardine   | 14                                 | 47                                 | 45                                 | 2                                  | 0                                  | 14     | 47     | 45     | 2      | 0      |
| G. Loberg    | 33                                 | 335,5                              | 305                                | 30,5                               | 0                                  | 33     | 335,5  | 305    | 30,5   | 0      |
| A. MacDonald | 10                                 | 3                                  | 0                                  | 0                                  | 3                                  | 10     | 3      | 0      | 0      | 3      |
| J. Orzoł     | 30                                 | 356,5                              | 309                                | 26,5                               | 21                                 | 30     | 356,5  | 309    | 26,5   | 21     |
| S. Reed      | 1                                  | 0                                  | 0                                  | 0                                  | 0                                  | 1      | 0      | 0      | 0      | 0      |
| D. Rettke    | 34                                 | 509                                | 409                                | 99                                 | 1                                  | 34     | 509    | 409    | 99     | 1      |
| D. Robinson  | 34                                 | 353,5                              | 289                                | 64,5                               | 0                                  | 34     | 353,5  | 289    | 64,5   | 0      |
| A. Smrek     | 25                                 | 167                                | 138                                | 29                                 | 0                                  | 25     | 167    | 138    | 29     | 0      |
| J. Wohlert   | 1                                  | 0                                  | 0                                  | 0                                  | 0                                  | 1      | 0      | 0      | 0      | 0      |

P = presenze; PT = punti totali; AV = attacchi vincenti; MV = muri vincenti; BV = battute vincenti

NB: I muri singoli valgono una unità di punto, mentre i muri doppi e tripli valgono mezza unità di punto; anche i giocatori nel ruolo di libero sono impegnati al servizio